# بادکنک‌ماهی‌های آب گرم
بادکنک‌ماهی‌های آب گرم (نام علمی: Arothron) نام یک سرده از خانواده بادکنک‌ماهیان است.